# Leonardo Valencia (escritor)
Leonardo Valencia (Guayaquil, 30 de junio de 1969) es un escritor ecuatoriano.

## Carrera
Leonardo Valencia nació en la ciudad de Guayaquil, luego residió en Quito, Lima y Barcelona, donde obtuvo un doctorado en teoría literaria en la Universidad Autónoma de Barcelona. También creó el programa de escritura creativa de la universidad y lo dirigió durante varios años. En la actualidad vive en Quito, donde es profesor de literatura y coordinador de la Maestría en Literatura y Escritura Creativa de la Universidad Andina Simón Bolívar.
En 1995 publicó la colección de cuentos La luna nómada (1995), que ha sido traducido a varios idiomas e incluido en más de una docena de antología internacionales. Desde entonces ha publicado novelas como El desterrado (2000) y El libro flotante (2006), esta última acompañada de una narrativa paralela en internet (libroflotante.net), creada en colaboración con el artista digital Eugenio Tisselli, y la novela breve Kazbek (2008). También colaboró con Wilfrido Corral en la publicación de la antología Cuentistas hispanoamericanos de entresiglo (McGraw Hill, 2005). En 2008 publicó una colección de ensayos titulada El síndrome de Falcón; en 2017 Moneda al aire: sobre la novela y la crítica y en 2023 Ensayos en caída libre. Su última novela es La escalera de Bramante(Seix Barral, 2019).
En 2007 fue incluido en la lista Bogotá39, que se encarga de reconocer a los mejores escritores latinoamericanos menores de 39 años.

## Controversias
En 2024, fue acusado por la académica y escritora Cristina Burneo de acoso laboral, restricción a la libertad académica y violencia de género, hechos que habrían ocurrido en la Universidad Andina Simón Bolívar. Burneo afirmó además que Valencia había mostrado posiciones públicas anti-género. De acuerdo a la Universidad Andina, la denuncia fue posteriormente rechazada por un juez constitucional.

## Traducciones
Al francés:
- Le livre flottant (Traduit par Yann Bernal, Le nouvel Attila, Paris, 2017)

Al inglés:
- Kazbek (Translated by Hillary Gulley, Autumn Hill Books, USA, 2020)